# Svarttjärnen (Storsjö socken, Härjedalen)
Svarttjärnen är en sjö i Bergs kommun i Härjedalen och ingår i Ljungans huvudavrinningsområde.